# Gran Premio Industria e Commercio di Prato 1971
Il Gran Premio Industria e Commercio di Prato 1971, ventiseiesima edizione della corsa, si svolse il 20 giugno 1971 su un percorso di 270 km; la corsa fu valida anche come campionato nazionale italiano in linea (sessantunesima edizione). La vittoria fu appannaggio di Franco Bitossi, che completò il percorso in 7h20'00", precedendo Felice Gimondi ed Enrico Paolini. 

## Ordine d'arrivo (Top 10)
| Pos. | Corridore           | Squadra           | Tempo    |
| ---- | ------------------- | ----------------- | -------- |
| 1    | Franco Bitossi      | Filotex           | 7h20'00" |
| 2    | Felice Gimondi      | Salvarani         | s.t.     |
| 3    | Enrico Paolini      | Scic              | s.t.     |
| 4    | Davide Boifava      | Scic              | s.t.     |
| 5    | Pierfranco Vianelli | Dreher            | s.t.     |
| 6    | Aldo Moser          | G.B.C.-Zimba      | s.t.     |
| 7    | Silvano Schiavon    | Dreher            | s.t.     |
| 8    | Giovanni Cavalcanti | Filotex           | s.t.     |
| 9    | Fabrizio Fabbri     | Cosatto-Marsicano | s.t.     |
| 10   | Marino Basso        | Molteni           | a 4'25"  |